# متساکالمیستو

نمازخانه گورستان جنگلی تالین، توسط معمار هربرت یوهانسون طراحی شده‌است

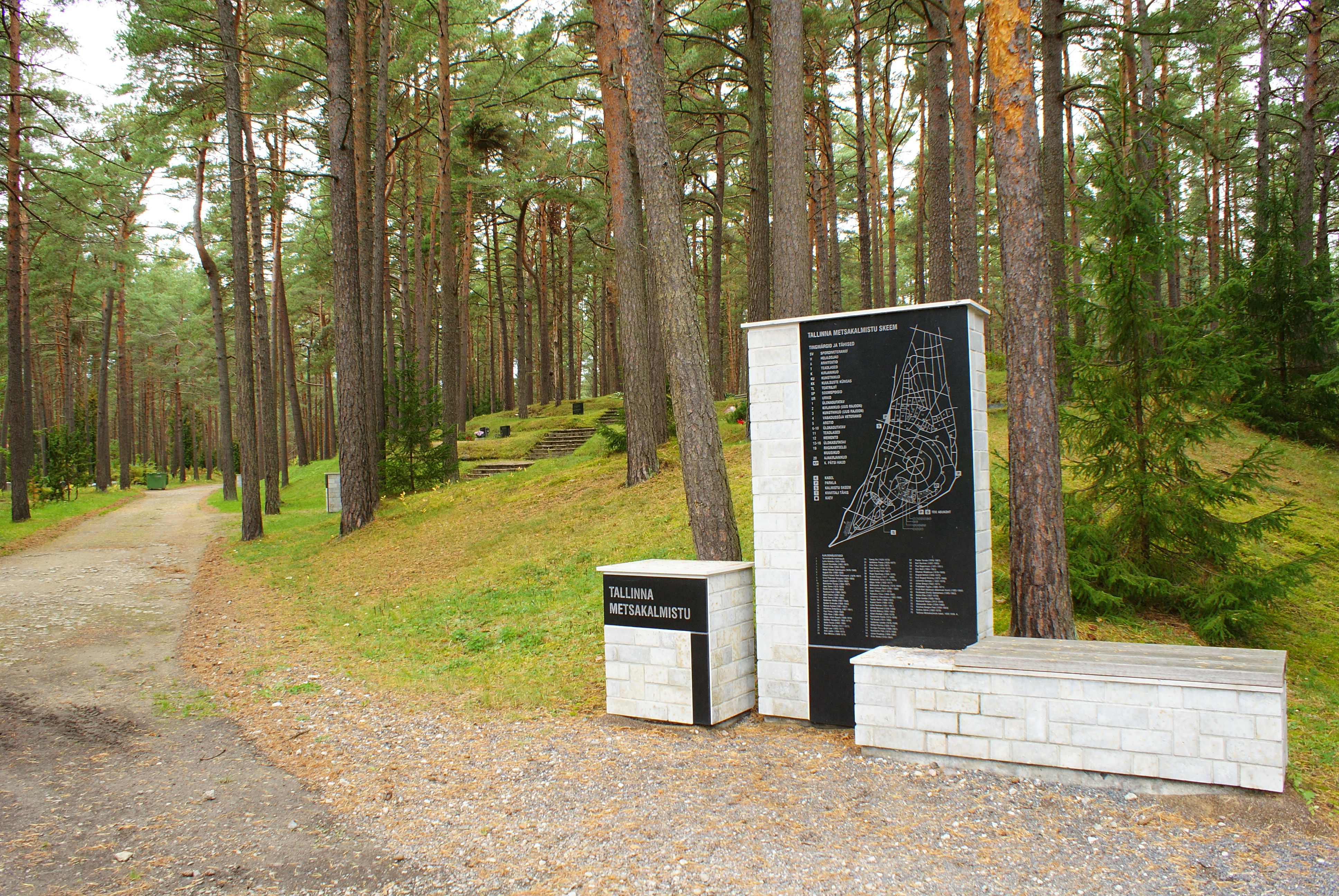

متساکالمیستو (استونیایی: Metsakalmistu) گورستانی در پیریتا، تالین در کشور استونی است.
مساحت اصلی این گورستان ۲۴٫۲ هکتار بود، اما از آن زمان تاکنون به ۴۸٫۳ هکتار گسترش یافته‌است. در سال ۱۹۳۹ به‌طور رسمی متساکالمیستو تأسیس شد و در همان سال ۱۵ نفر در گورستان دفن شدند.

## افراد مدفون مشهور
- اوالد آو
- Urmas Alender (گور نمادین)
- August Alle
- آنتس آنتسون
- Lydia Auster
- Eduard Bornhöhe
- هینو الر
- Gustav Ernesaks
- Ants Eskola
- Illar Hallaste
- آگوست یاکوبسون
- Jaak Joala
- یوری یاروت
- Eugen Kapp
- Nikolai Karotamm
- پاول کرس
- Kaljo Kiisk
- آلبرت کیویکاس
- Paul Kogerman
- لیدیا کویدولا
- Konstantin Konik
- یوهانس کوتکاس
- Ilmar Kullam
- Betty Kuuskemaa
- Johannes Käbin
- Heli Lääts
- Ants Lauter
- آرتور لمبا
- Astrid Lepa
- کالیو لپیک
- Robert Lepikson
- Voldemar Lender
- Heino Lipp
- Endel Lippmaa
- ویلیار لور
- Ada Lundver
- Meta Luts
- Heino Mandri
- Alo Mattiisen
- Roman Matsov
- لنارت مری
- Mati Nuude
- Sulev Nõmmik
- برونو اویا
- جورج اوتس
- Rein Otsason
- کریستیان پالوسالو
- کونستانتین پاتس
- Helmi Puur
- Endel Puusepp
- Alfons Rebane
- Salme Reek
- آگوست ری
- یوهانس سمپر
- Juhan Smuul
- Ülo Sooster
- Lepo Sumera
- Aino Talvi
- Väino Tamm
- آنتون هانسن تامساره
- Ruut Tarmo
- اوتو تیف
- Villu Toots
- فریدبرت توگلاس
- Mati Unt
- Artur Vader
- Raimond Valgre
- Edgar Valter
- یوهانس وارس
- Asta Vihandi
- یوهان ویدینگ
- Aarne Viisimaa
- Vello Viisimaa
- ادوارد ویلده
- سیلوی ورایت